# Chvorostjanskij rajon
Il Chvorostjanskij rajon (in russo Хворостянский район?) è un rajon dell'Oblast' di Samara, nella Russia europea. Istituito nel 1935, il suo capoluogo è Chvorostjanka.